# Darrell Hardy
Darrell Hardy (Houston, 31 gennaio 1945) è un ex cestista statunitense, professionista nella ABA.

## Carriera
È stato selezionato dai Detroit Pistons al terzo giro del Draft NBA 1967 (21ª scelta assoluta).